# Ogdoconta sexta
Ogdoconta sexta là một loài bướm đêm trong họ Noctuidae.